# ITV (Thailand)
iTV er en inaktiv thailandsk tv-station, ejet af iTV Public Company Limited (iTV Pcl). Selskabet var oprindeligt en enhed under Shin Corporation, i dag med Intouch Holdings Pcl som hovedaktioner (52,92 % pr. 2022).
iTV var Thailands første UHF-kanal da stationen startede i 1995 på en 30-årig koncession. Efter en længere strid om ubetalte koncessionsafgifter, overtog regeringens PR-afdeling stationen i 2007, hvor navnet blev ændret til Thailand Independent Television (TITV). Stationen lukkede den 15. januar 2008 og frekvensen blev tildelt Thai Public Broadcasting Service (Thai PBS).

## Historie

### Oprettelse af iTV
Ideen om at oprette en uafhængig Tv-station i Thailand blev født efter episoden kendt som "Bloody May" (dansk: Blodige Maj) i 1992, hvor flere end 50 demonstranter blev dræbt og omkring 700 såret, efter sikkerhedsstyrker åbnede ild mod dem. De protesterede mod general Suchinda Kraprayoons regering, som trak sig i skændsel kort efter. Nyheder om episoden blev censureret af nationens eksisterende Tv-kanaler, hvoraf de fleste enten blev drevet af militæret eller blev betragtet som talerør for regeringen. Den thailandske offentlighed måtte dengang ty til udenlandske medier, for at finde nyhedsdækning af de voldelige begivenheder i Bangkok.
Den næste regering, ledet af Anand Panyarachun, lancerede idéen om en uafhængig Tv-station, for at give offentligheden adgang til afbalancerede nyheder. iTV blev lanceret den 1. juli 1996, efter dets holdingselskab, Siam Infotainment Company Limited, fik en 30-årig koncession af Premierministerens Sekretariatskontor til, at drive en gratis Tv-station mod et gebyr på 25,2 milliarder baht (knap 6 milliarder kroner i den tids valutakurs). Firmaets største aktionærer omfattede Siam Commercial Bank (SCB) og Nation Multimedia Group. Stations hovedfokus var nyheder og aktuelle anliggender, med kun 30 procent af sendefladen afsat til underholdningsindhold. For at undgå, at en enkelt aktionærer fik for stor indflydelse, måtte ingen ejer over 10 procent.

### Shin corp bliver hovedaktionær
Under den asiatiske finanskrise i 1997 led Siam Infotainment alvorlige tab. SCB, som var storaktionær og hovedkreditor, pressede på for en revision af koncessionsvilkårene og søgte at få iTV-aktier noteret på den thailandske børs. For at afhjælpe iTVs pressede økonomiske situation, valgte regeringen ledet af Demokraterne, at fjerne reglen om højst 10 procent ejerskab og godkendte, at revidere iTVs koncessionsvilkår. SCB kunne dermed hente Shin Corporation – ofte forkort til Shin Corp – som var ejet af Thaksin Shinawatras familie, ind som medejer i 2000 med en andel på 39 procent af holdingselskabet, for omkring 1,6 milliarder baht. SCB sad tilbage med en andel 55 procent, men Shin Corp blev kort efter majoritetsaktionær.
Thaksins formål med, at blive hovedaktionær var, at han blev i stand til yderligere at styrke sit forhold til kongehuset, ved at "redde" SCB og dermed kongehusets investeringsafdeling, Crown Property Bureau. Desuden gav det ham tillige en platform, til at fremme sit forsøg på at blive premierminister.
Stationens nye ledelse, udpeget af Shin Corp, blev anklaget for at blande sig i redaktionelt indhold under optakten til parlamentsvalget i januar 2001. Journalisterne mente, at deres arbejde blev forstyrret, og hvis nyheder og analyser var kritiske over for Thaksin og hans Thai Rak Thai-parti, blev de censureret eller helt fjernet fra sendefladen. De opfordrede ledelsen til at standse censuren og påpegede, at den var i strid med forfatningen. Thaksin og hans parti vandt valget og premierministerposten.
iTV-medarbejdere oprettede deres egen fagforening, som indkaldte til sit første møde den 6. februar, for at vælge bestyrelsesmedlemmer. Den følgende dag afskedigede stationens ledelse 23 medlemmer af iTV-redaktionen – 15 af dem var ledere af den nye fagforening. iTVs ledelse hævdede, at medarbejderne var blevet afskediget på grund af fortsatte økonomiske tab. Tre år senere fik de afskedigede medarbejder dog medhold i erstatning af Højesteret.
Shin Corp noterede iTV på børsen i marts 2002. Året efter blev den registrerede aktiekapital øget til 7,8 milliarder baht (cirka 1,3 milliarder kroner). To år senere begyndte en juridisk tvist, efter Tv-stationen ændrede sit programforhold mellem nyheder og underholdning fra 70:30 til 50:50 og reducerede sin årlige betaling af koncessionsgebyrer fra 1 milliard baht (cirka 150 millioner kroner) til 230 millioner baht (cirka 35 millioner kroner), efter medhold fra en voldgiftsret.

### iTV bliver til TITV og Thai PBS
Højesteret omstødte afgørelsen i 2006 til fordel for Premierministerens Sekretariatskontor kontor og dømte iTV til, at betale 97,7 milliarder baht (cirka 15 milliarder kroner) i kompensation for kontraktkrænkelser på grund af programmeringsindhold, foruden 2,2 milliarder baht (cirka 340 millioner kroner) i ubetalte koncessionsgebyrer. iTV nægtede at betale og i februar 2007 besluttede militærkup-regeringen at tilbagekalde koncessionen. Selskabet iTV Pcl har ikke siden produceret noget medieindhold. Sendefrekvensen blev omdøbt til Thailand Independent Television (TITV) og ledet af en ny direktion. I januar 2008 blev TITV omdannet til Thai Public Broadcasting Service (Thai PBS) i henhold til Public Broadcasting Act (Lov om Offentlig Radiospredning).

### iTVs forsatte eksistens
iTV Plc anklagede Premierministerens Sekretariatskontor for uhæderlig opsigelse af deres koncession. I januar 2016 afsagde en voldgiftsdomstol en kendelse til selskabets fordel og annullerede i realiteten al kompensations- og konscessionsgæld. Premierministerens Sekretariatskontor bad i 2020 Forvaltningsdomstolen om, at tilbagekalde voldgiftdomstolens afgørelse med den begrundelse, at den ikke afspejlede de oprindelige kontraktvilkår. Retten fandt i slutningen af året, at voldgiftdomstolens afgørelse var lovlig, og der ingen grund var til, at tilbagekalde den. I januar 2021 appellerede Premierministerens Sekretariatskontor til den øverste forvaltningsdomstol, sagen er stadig i gang (juli 2023).
iTVs majoritetsaktionær, Shin Corporation, blev i 2006 opkøbt for 73 milliarder baht af Temasek Holdings, der er den singaporeanske regerings investeringsarm, og omdøbt til InTouch Holdings Pcl. De er i iTVs 2022-regnskab noteret med en ejerandel på 52,9 procent. InTouchs største aktionær i øjeblikket er thailandske Gulf Energy Development Pcl, som ejer 46 procent af selskabet.

### Sagen om Pitas aktier
En yderlige tvist omkring iTV opstod i 2023 i forbindelse med Move Forward-partiets, premierministerkandidat Pita Limjaroenrat, der vandt parlamentsvalget, og hans ejerskab af 42.000 iTV-aktier i forvaltning fra sin fars dødsbo.
Paragraf 98(3) i 2018-forfatningen og paragraf 42(3) i Valgloven forbyder enhver, der ejer et medieselskab eller ejer aktier i et medieselskab, at stille op til en plads i parlamentet. Logikken bag reglen er, at et parlamentsmedlem kan bruge sin indflydelse over en medievirksomhed til uretfærdigt at promovere sig selv og angribe sine politiske modstandere.
Sagen begyndte i forbindelse med den årlige iTV generalforsamling den 26. maj, hvor kom det frem, at en partileder, som ikke blev navngivet, havde 42.000 aktier. Pita nævnte gentagne gange, at han var sikker på, at han ikke ville blive diskvalificeret eller blive anklaget, men han blev nervøs nok til, at han overførte sine iTV-aktier til slægtninge.  Forfatningsdomstolen beordrede ham den imidlertid den 19. juli til straks at stoppe med at udføre sine opgaver som parlamentsmedlem. Pita var kort inden blevet nomineret som premierministerkandidat.
Det viste sig, at Pita ikke var den eneste politiker med iTV-aktier. Bhumjaithai-partiets parlamentsmedlem, Jakkrit Thongsi, havde registreret, at han ejede 40.000 iTV-aktier, som vurderedes til ingen værdi. Jakkrit præciserede, at iTV-aktierne forblev på hans investeringskonto, da de hverken kunne overføres eller sælges på aktiemarkedet på grund af virksomhedens status. Det, han havde gjort var, at oprette et officielt dokument, der overførte aktierne til hans fætter.
Den 24. januar 2024 blev Pita imidlertid frikendt af Forfatningsdomstolen for ulovlig aktiebesiddelse i iTV og kunne dermed genindtræde i parlamentet.